# Мырза-Найман
Мырза-Найман (кирг. Мырза-Найман) — село в Кыргызстане. Входит в Ноокатский район Ошской области Кыргызстана в составе Он-Эки-Бельского аильного округа.
Расположено на юго-западе Кыргызстана юго-западнее столицы республики г. Бишкек.
По переписи 2022 года население села составляло 1439 жителей.